# 班夫 (阿尔伯塔省)
班芙（英語：Banff）是加拿大班芙国家公园中最大的城镇，人口约1万人。它坐落于亞伯達省西南落基山脉中。班芙距离卡尔加里市以西约135公里处，加拿大横贯公路旁。班芙往西58公里则是著名的路易斯湖。
班芙是著名的度假胜地，并且周围山峦与温泉也广受欢迎。它是重要的户外运动区，主要活动有步行、登山、滑雪等。
有许多著名的山峰亦坐落在小镇旁边，如：Mount Randle（2,846米），Cascade Mountain 与Mount Norquay。硫磺山（Sulphur Mountain）是著名的景点——“上班芙温泉”和班芙温泉酒店的所在地。班芙有一年一度的班芙山地电影节。